# Otto Pollmann
Otto Franz Pollmann (* 3. März 1915 im Wesermünde; † 28. Februar 1958 in Leer (Ostfriesland)) war ein deutscher Marineoffizier der Kriegsmarine und Bundesmarine. Er gilt als erfolgreichster U-Boot-Jäger des Zweiten Weltkriegs.

## Leben
| Beförderungen: - 1. August 1942: Leutnant zur See - 26. Januar 1944: Oberleutnant zur See - 1. März 1945: Kapitänleutnant - 1. Juli 1956: Korvettenkapitän |

Otto Pollmann war bereits vor Kriegsbeginn Berufsseemann und durchlief zunächst in der zivilen Handelsmarine eine Ausbildung zum Schiffsoffizier.
1939 trat er als Funkgefreiter und Reserveoffiziersanwärter in die Kriegsmarine ein. Anfang 1943 wurde er Kommandant des U-Jagdbootes UJ 2210, das im Mittelmeer eingesetzt war.
Pollmann wird die Versenkung von 14 U-Booten zugeschrieben. Die Zahl ist jedoch umstritten und kann nur teilweise substantiiert belegt werden, wie die Versenkung der Tigris im Februar 1943.
Im Mai 1943 wurde Pollmann als Oberleutnant zur See das Ritterkreuz zum Eisernen Kreuz verliehen. Kurz nach Verleihung des Eichenlaubs zum Ritterkreuz im April 1944 wurde das von ihm kommandierte Boot UJ 2210 im Mittelmeer versenkt. Pollmann wurde daraufhin an die Ostsee versetzt. Bei Kriegsende 1945 war Pollmann als Kompaniechef in Flensburg zum Schutz der Regierung Dönitz eingesetzt.
Pollmann wohnte in Westrhauderfehn, dem Herkunftsort seiner Ehefrau, und trat am 1. Juli 1956 im Rang eines Korvettenkapitäns in die Bundesmarine ein. In der Bundesmarine war er mit dem Aufbau von U-Boot-Jagd-Einheiten betraut. Pollmann starb am 28. Februar 1958. Zuletzt war er als NATO-Verbindungsoffizier in den Niederlanden eingesetzt.
Sein Sohn Jörg Pollmann war von 1994 bis 2022 Hafenkapitän im Hamburger Hafen.